# Amir Falahen
Amir Falahen (Freiburg im Breisgau, 15 de março de 1993) é um futebolista profissional alemão que atua como atacante.

## Carreira
Amir Falahen começou a carreira no SC Freiburg.